# Lilla Myrtjärnen, Dalarna
Lilla Myrtjärnen är en sjö i Smedjebackens kommun i Dalarna och ingår i Norrströms huvudavrinningsområde.